# Xã West Shenango, Quận Crawford, Pennsylvania
Xã West Shenango (tiếng Anh: West Shenango Township) là một xã thuộc quận Crawford, tiểu bang Pennsylvania, Hoa Kỳ. Năm 2010, dân số của xã này là 504 người.